# Bisceglie
Bisceglie este o comună din provincia Barletta-Andria-Trani, regiunea Puglia, Italia, cu o populație de 53.534 locuitori (1 ianuarie 2023) și o suprafață de 69,25 km².

## Demografie
Bisceglie - evoluția demografică

|  | Graficele sunt indisponibile din cauza unor probleme tehnice. Mai multe informații se găsesc la Phabricator și la wiki-ul MediaWiki. |

Date: Recensăminte sau birourile de statistică - grafică realizată de Wikipedia